# Latino's

Percentage van de bevolking per county dat zichzelf identificeert als latino, op basis van de volkstelling van 2010.

Latino's of hispanics zijn in de Verenigde Staten inwoners en burgers die een etnische, historische of culturele band hebben met voormalig Spaanse en Portugese koloniën in Latijns-Amerika.
Ongeveer 52 miljoen Amerikanen (16,7%) zijn latino. De staat met de meeste latino's is New Mexico (46,3% van de totale bevolking), gevolgd door zowel Californië als Texas (beide 37,6%). De grootste groep latino's in de Verenigde Staten zijn de Mexicaanse Amerikanen, die met bijna 32 miljoen zijn. Andere grote gemeenschappen zijn Puerto Ricanen (4,62 miljoen), Cubanen (1,79 miljoen), Salvadoranen (1,65 miljoen), Dominicanen (1,41 miljoen) en Guatemalanen (1,04 miljoen). Uiteraard zijn er binnen elk van deze gemeenschappen ook grote interne verschillen in oorsprong en cultuur. 
Het United States Census Bureau gebruikt de term onafhankelijk van 'ras' of etniciteit: een Amerikaans inwoner kan zowel Afro-Amerikaans als latino zijn, en kan van eender welk land komen. Nochtans worden latino's doorgaans gedefinieerd op basis van hun herkomst uit Latijns-Amerika. Uit de volkstellingen blijkt dat 53% van de latino's zich identificeert als blank, terwijl bijna 37% aangeeft tot een ander 'ras' te behoren (zoals mesties of mulat). Nog eens 6% identificeert zijn of haar afkomst als gemengd. 2,5% van de latino's is zwart, 1,4% indiaans, 0,4% Aziatisch en 0,1% afkomstig van de eilanden in de Stille Oceaan.
Deze bevolkingsstatistieken gebruiken voor deze groep ook wel de term hispanic, die door progressieve intellectuelen van inheems-indiaans-Mexicaanse afkomst in Californië als een historisch te beladen term (vanwege de nadrukkelijke verwijzing naar de voormalige kolonisator, Spanje) beschouwd werd. De benamingen hispanic en latino zijn niet synoniem aan elkaar. Latino's omvatten de mensen die alleen afkomstig zijn uit Latijns-Amerika, terwijl hispanics afkomstig zijn uit zowel Spanje als Spaanstalig Amerika.
'Hispanic' noch 'latino' is een onomstreden term. De bevolkingsgroep zelf spreekt voornamelijk over een latino (mannelijk) en een latina (vrouwelijk). De term 'hispanic' is beter ingeburgerd in de Oostelijke Verenigde Staten, terwijl men in het Westen sneller over latino's spreekt. Een genderneutraal neologisme dat rond  2004 onder lhbti+-groepen populair werd, is latinx, waarin 'x' een variabele is. Deze termen zijn uitsluitend in de sociopolitieke context van de Verenigde Staten van toepassing, en worden in Latijns-Amerikaanse landen zelf zelden gebruikt. 
De  immigratie van burgers uit Latijns-Amerika in Nederland (en België) is betrekkelijk laat begonnen en van onbetekenende omvang, ook de sociale context wijkt sterk van de Amerikaanse: de eerste golf van Spaanstalige immigranten van Midden- en Zuid-Amerika in Nederland (en België) bestond vooral uit goed opgeleide dissidenten en opposanten die in de jaren 70 de verschillende dictatoriale regimes  (m.n. Chili en Argentinië) moesten ontvluchten. Later kwamen er ook Latijns-Amerikaanse burgers om economische redenen of in het kader van gezinshereniging naar Nederland, al dan niet via Spanje of Portugal.

## Latino's in de Verenigde Staten, opgesplitst naar land van oorsprong[1]
| Land van oorsprong     | Populatie (2010) | Populatie (2012) | Populatie (2014) | Populatie (2016) | Populatie (2018) |
| ---------------------- | ---------------- | ---------------- | ---------------- | ---------------- | ---------------- |
| Argentinië             | 216.447          | 234.436          | 254.283          | 267.428          | 280.674          |
| Bolivia                | 102.790          | 110.078          | 114.263          | 117.014          | 118.210          |
| Brazilië               | 335.505          | 332.250          | 334.511          | 350.091          | 399.453          |
| Chili                  | 124.633          | 139.488          | 147.411          | 148.708          | 156.382          |
| Colombia               | 893.609          | 973.448          | 1.039.726        | 1.079.160        | 1.148.285        |
| Costa Rica             | 125.815          | 134.019          | 140.579          | 147.192          | 153.040          |
| Cuba                   | 1.690.061        | 1.821.626        | 1.969.524        | 2.077.828        | 2.217.445        |
| Dominicaanse Republiek | 1.340.792        | 1.492.849        | 1.644.640        | 1.788.697        | 1.932.000        |
| Ecuador                | 579.316          | 636.933          | 664.629          | 688.512          | 703.991          |
| El Salvador            | 1.614.509        | 1.827.447        | 1.962.330        | 2.057.473        | 2.196.939        |
| Guatemala              | 1.016.670        | 1.143.197        | 1.253.319        | 1.328.968        | 1.421.080        |
| Honduras               | 611.014          | 696.668          | 762.705          | 830.967          | 903.339          |
| Mexico                 | 30.731.943       | 32.695.701       | 34.053.950       | 35.110.480       | 36.131.618       |
| Nicaragua              | 342.161          | 381.813          | 399.533          | 407.870          | 420.843          |
| Panama                 | 159.085          | 178.563          | 185.186          | 191.391          | 201.465          |
| Paraguay               | 19.512           | 20.936           | 23.267           | 22.520           | 22.995           |
| Peru                   | 522.194          | 578.583          | 611.695          | 629.725          | 655.591          |
| Puerto Rico            | 4.455.149        | 4.739.207        | 5.032.734        | 5.275.008        | 5.527.605        |
| Uruguay                | 56.533           | 59.817           | 61.982           | 63.125           | 64.932           |
| Venezuela              | 208.562          | 232.372          | 259.428          | 296.817          | 377.270          |

## Ter vergelijking: Latijns-Amerikaanse migratie in Nederland
| Land van oorsprong     | Populatie (1996) | Populatie (2000) | Populatie (2005) | Populatie (2010) | Populatie (2015) | Populatie (2019) |
| ---------------------- | ---------------- | ---------------- | ---------------- | ---------------- | ---------------- | ---------------- |
| Argentinië             | 2.952            | 3.239            | 4.167            | 4.522            | 4.245            | 6.508            |
| Bolivia                | 408              | 547              | 744              | 954              | 1.170            | 1.415            |
| Brazilië               | 6.589            | 8.913            | 12.289           | 17.022           | 22.041           | 30.104           |
| Chili                  | 3.566            | 3.937            | 4.564            | 4.936            | 5.488            | 6.207            |
| Colombia               | 4.937            | 7.025            | 9.885            | 12.292           | 15.346           | 18.351           |
| Costa Rica             | 274              | 444              | 623              | 741              | 970              | 1.242            |
| Cuba                   | 361              | 781              | 1.361            | 1.748            | 2.052            | 2.333            |
| Dominicaanse Republiek | 5.321            | 7.341            | 9.843            | 11.600           | 13.651           | 15.206           |
| Ecuador                | 559              | 1.121            | 1.883            | 2.466            | 3.200            | 3.943            |
| El Salvador            | 304              | 350              | 453              | 544              | 626              | 752              |
| Guatemala              | 229              | 339              | 471              | 604              | 815              | 1.034            |
| Honduras               | 203              | 269              | 387              | 505              | 670              | 816              |
| Mexico                 | 1.251            | 1.802            | 2.894            | 4.054            | 5.548            | 7.618            |
| Nicaragua              | 273              | 314              | 403              | 535              | 693              | 843              |
| Panama                 | 244              | 278              | 353              | 393              | 470              | 561              |
| Paraguay               | 215              | 238              | 270              | 281              | 328              | 371              |
| Peru                   | 1.849            | 2.418            | 3.662            | 4.925            | 6.100            | 7.324            |
| Puerto Rico            | 91               | 101              | 132              | 153              | 199              | 241              |
| Uruguay                | 805              | 886              | 997              | 1.069            | 1.135            | 1.234            |
| Venezuela              | 2.257            | 2.948            | 4.090            | 4.936            | 6.002            | 7.420            |